# Crissy Ahmann-Leighton
Crissy Ahmann-Leighton, née le 20 mai 1970 à Yankton au Dakota du Sud (États-Unis), est une nageuse américaine. 

## Biographie
De 1988 à 1992, elle fait ses études à l'Université d'Arizona. En 1991, elle termine seconde du 100 m papillon des Championnats pan-pacifiques 1991. Puis, la même année, elle remporte les sélections américaines du 100 m papillon ce qui lui permet de participer aux Jeux olympiques de Barcelone en 1992. À Barcelone, elle se classe deuxième de la finale du 100 m papillon en 58 s 74 derrière la Chinoise Qian Hong. Lors de ces Jeux, elle remporte également deux médailles d'or : une avec le relais 4 × 100 m nage libre (où elle ne participe qu'aux séries) et une autre avec le relais 4 × 100 m 4 nages. 

## Palmarès

### Jeux olympiques d'été
- Jeux olympiques d'été de 1992 à Barcelone (Espagne)
  -  médaille d'or au relais 4 × 100 m nage libre.
  -  médaille d'or au relais 4 × 100 m 4 nages.
  -  médaille d'argent sur 100 m papillon.

### Championnats pan-pacifiques
- Championnats pan-pacifiques 1991 à Edmonton (Canada)
  -  médaille d'argent sur 100 m papillon.